# Illa Desecheo
L'illa Desecheo (castellà: Isla Desecheo) és una petita illa deshabitada de l'arxipèlag de Puerto Rico situada al nord-est del Canal de la Mona; a 21 km del Rincón a la costa oest (Punta Higüero) de l'illa principal de Puerto Rico i a 50 km al nord-est de l'illa de Mona. Té una superfície de 1,5 km². Políticament, l'illa és administrada pel Departament d'Interior dels EUA, el Servei de Pesca i Vida Salvatge dels EUA.

## Flora i fauna
L'illa Desecheo, que no té cossos d'aigua superficial coneguts, arriba a una elevació màxima de 218 m i té una precipitació anual mitjana de 1020 mm. La manca d'aigua superficial limita la seva flora a arbustos espinosos, petits arbres, males herbes i diversos cactus, que inclou l'espècie Harrisia portoricensis que està en perill d'extinció. La fauna inclou diverses espècies d'ocells marins, tres espècies endèmiques de sargantanes (Ameiva desechensis, Anolis desechensis i Sphaerodactylus levinsi), cabres i rates introduïdes i una població de mico rhesus (Macaca mulatta) introduïts de Cayo Santiago el 1967 com a part d'un estudi sobre adaptació biològica. Abans de la introducció dels micos rhesus, l'illa era la colònia de nidificació més gran del mascarell bru, però actualment cap espècie nidifica a l'illa.

## Geologia
Tot i que políticament forma part de Puerto Rico, juntament amb les illes de Mona i Monito, l'illa Desecheo no està relacionat geològicament amb l'illa principal. Es creu que l'illa ha estat aïllada, almenys, des del Pliocè. Tanmateix, l'illa forma part de la formació de Río Culebrinas, la qual cosa suggereix que antigament estava connectada amb Puerto Rico.

## Història
No s'ha descobert cap evidència de l'assentament humà precolombí de l'illa. Cristòfor Colom va ser el primer europeu a visitar l'illa durant el seu segon viatge al Nou Món; tanmateix, fins al 1517 no va ser nomenat per l'explorador espanyol Núñez Álvarez de Aragón. Durant el segle xviii l'illa va ser utilitzada per contrabandistes, pirates i bandolers per caçar cabres salvatges importades. Durant la Segona Guerra Mundial i fins al 1952, l'illa va ser utilitzada com a camp de tir per les Forces Armades dels Estats Units. Des de 1952 fins a 1964, la Força Aèria dels Estats Units va utilitzar l'Illa Desecheo per a l'entrenament en supervivència. El 1976 l'administració de l'illa es va lliurar al Servei de Pesca i Fauna Salvatge dels Estats Units i el 1983 va ser designada com a Refugi nacional de vida silvestre. L'any 2000 va rebre una designació de reserva marina i es permet la pesca a 1/2 milla al voltant de l'illa.

## Submarinisme
L'illa Desecheo és un lloc molt popular per als amants del busseig, degut a un escull saludable i aigües clares, amb una visibilitat comuna que oscil·la entre 30 i 45 m. Si bé es permet el busseig al voltant de l'illa, el refugi està tancat al públic a causa de la presència dels decrets militars sense explotar. Els intrusos estan subjectes a arrest per agents federals d'aplicació de la llei.

## Radioafició
Com a àrea administrada per separat, sota les regles de la radioafició, l'illa Desecheo es considera una "entitat" diferenciada a efectes de la concessió DXCC. Diverses DX-peditions han anat a l'illa, que té el prefix radiofònic KP5 (encara que no hi ha cap adreça postal postal permanent, la Comissió Federal de Comunicacions en realitat no atorga aquest indicatiu). El Servei de Pesca i Vida Silvestre actualment restringeix aquest tipus d'operacions. La primera DXpedition aprovada en quinze anys es va permetre a l'illa entre el 12 i el 26 de febrer de 2009, fent 115.787 contactes. Els intents de permetre l'accés públic a l'illa Desecheo i l'illa Navassa, que es troba entre Haití i Jamaica, es van fer al Congrés dels Estats Units, però el projecte de llei no va aconseguir arribar a la sala de la Cambra de Representants abans de finalitzar el 109è Congrés, fent que la proposta decaigués.

## Galeria

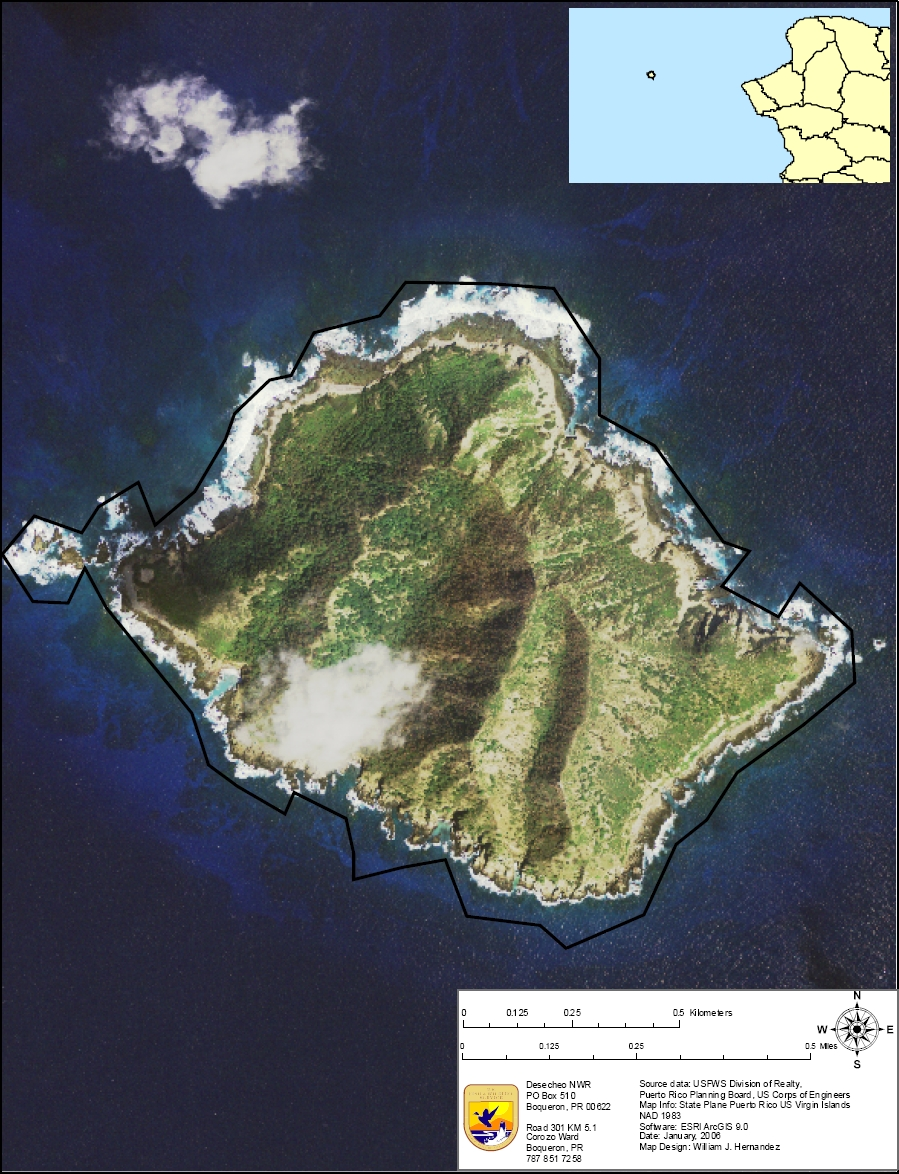
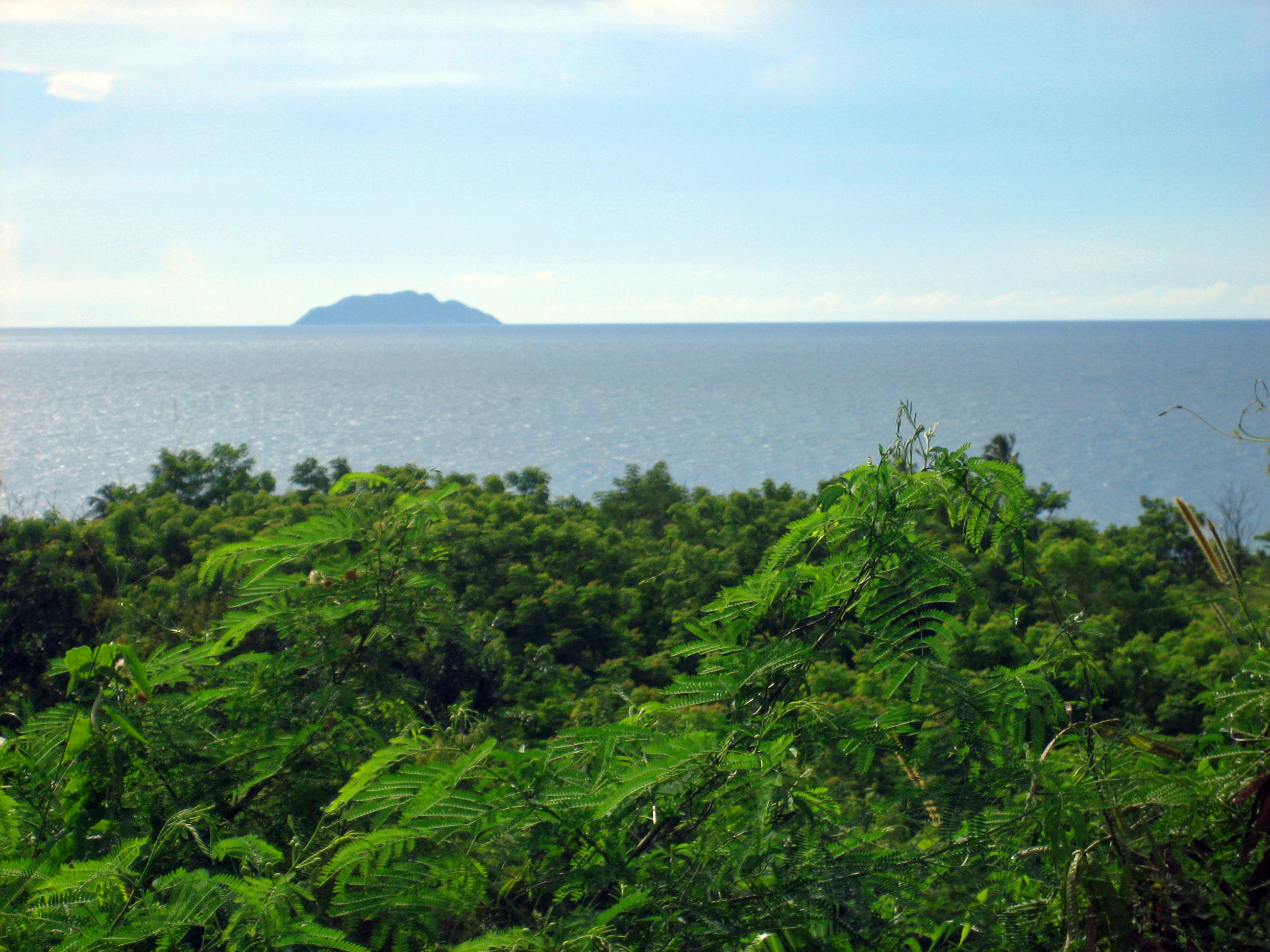
Desecheo des de Rincón